# Улица Конёнкова (Москва)

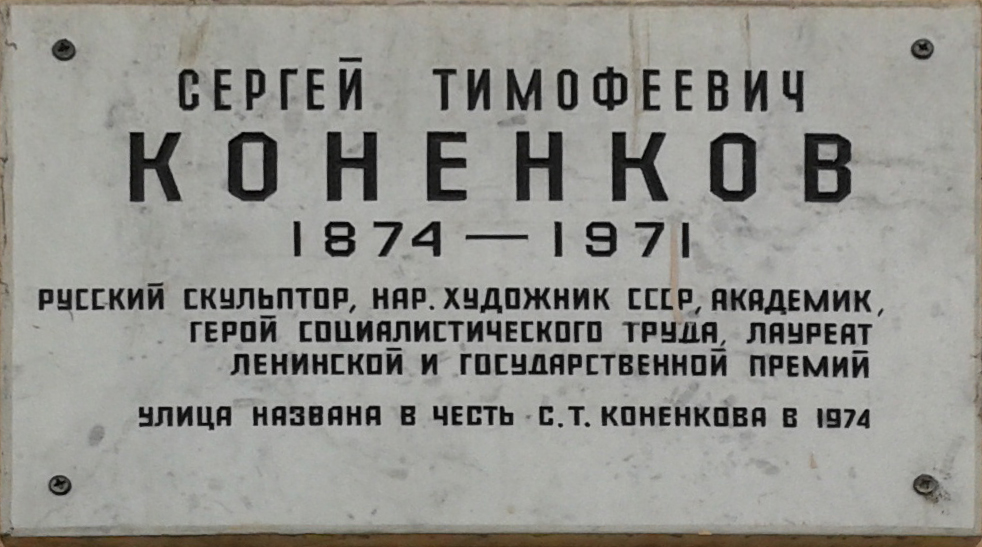
Памятная доска на доме № 23

Улица Конёнкова — улица на севере Москвы в районе Бибирево Северо-восточного административного округа, между улицей Пришвина и улицей Лескова. Названа в 1974 году в честь скульптора Сергея Тимофеевича Конёнкова (1874—1971).

## Расположение
Улица проходит с юго-запада на северо-восток, начинается от улицы Пришвина и заканчивается на улице Лескова напротив Подушкинского переулка.

## Учреждения, организации и общественные пространства
По нечётной стороне:
- № 5 — Супермаркет «Пятёрочка»
- № 5А — Ресторан «Лидо»
- № 19 — Супермаркет «Дикси»
- № 19Б — Детский сад № 2153
- № 23 — Библиотека № 52
- Парк скульптур Коненкова — открыт в 2019 году перед зданием библиотеки № 52[2]. На участке улицы длиной около 150 метров обустроена прогулочная зона с копиями шести работ русского и советского скульптора Сергея Тимофеевича Коненкова: бюсты писателей Льва Толстого, Александра Пушкина, Федора Достоевского и Владимира Маяковского, скульптура «Сын человеческий», изображающая Иисуса Христа, и "Стул «Алексей Макарович».
- № 23А — Детский сад № 1640

По чётной стороне:
- № 4А — Автошкола «Авто-Онлайн».
- № 10А — Школа «Многопрофильный комплекс Бибирево»
- № 10Б — Ледовый дворец «Мечта»
- № 12Б — Детский сад № 1108

## Общественный транспорт
По улице проходят следующие маршруты общественного транспорта:
Автобусы:
- 284   Бибирево —   Речной вокзал
- 618 Осташковская улица —   Медведково —   Бибирево — Районный Центр Марс